# Cerasti
I Cerasti nella mitologia greco-latina erano gli abitanti di Amatunte (nell'isola di Cipro). Avevano la fronte munita di corna; uccidevano i forestieri e Venere li mutò in buoi. Compaiono nel X libro delle Metamorfosi di Ovidio, nel quale è Orfeo a raccontare la loro storia:
an genuisse velit Propoetidas, abnuat aeque

atque illos, gemino quondam quibus aspera cornu

frons erat; unde etiam nomen traxere Cerastae.

Ante fores horum stabat Iovis Hospitis ara,

ignarus sceleris quam siquis sanguine tinctam

advena vidisset, mactatos crederet illic

lactantes vitulos Amathusiacasque bidentes.

Hospes erat caesus! Sacris offensa nefandis

pias suas urbes Ophiusiaque arva parabat

deserere alma Venus. "Sed quid loca grata, quid urbes

peccavere meae? quod" dixit "crimen in illis?

Exilio poenam potius gens inpia pendat,

vel nece vel siquid medium mortisque fugaeque.

Idque quid esse potest, nisi versae poena figurae?"

Dum dubitat quo mutet eos, ad cornua vultum

flexit, et admonita est haec illis posse relinqui,

grandiaque in torvos transformat membra iuvencos.»
(Ovidio, Le metamorfosi, X.220-237)